# Kirchheim am Neckar
Kirchheim am Neckar es un municipio alemán perteneciente al distrito de Ludwigsburg de Baden-Wurtemberg.
A 31 de diciembre de 2015 tiene 5608 habitantes.
Se conoce su existencia desde el año 1003, cuando es mencionado en un documento del emperador Enrique II. El pueblo poseía el estatus de Reichsdorf ("pueblo imperial"), que implicaba que sus habitantes no eran siervos. Con el declive del poder imperial, los habitantes de la localidad temieron perder sus privilegios y se pusieron bajo protección de los condes de Wurtemberg en torno a 1400. Everardo V confirmó en 1477 los derechos de Kirchheim en una carta de libertad contra el pago de un impuesto anual.
Se ubica a orillas del río Neckar, unos 15 km al norte de la capital distrital Ludwigsburg.